# Zz1tai
劉志豪（1997年8月25日—），遊戲ID為Zz1tai，出生於北京，《英雄聯盟》電子競技職業選手，原IG战队、Snake戰隊、RNG戰隊選手，現虎牙遊戲主播。
2018年12月28日，RNG上單選手Zz1tai在RNG六週年的典禮上，第二次宣佈正式退役。 之後Zz1tai成為一名遊戲實況主。